# Valvola a disco rotante

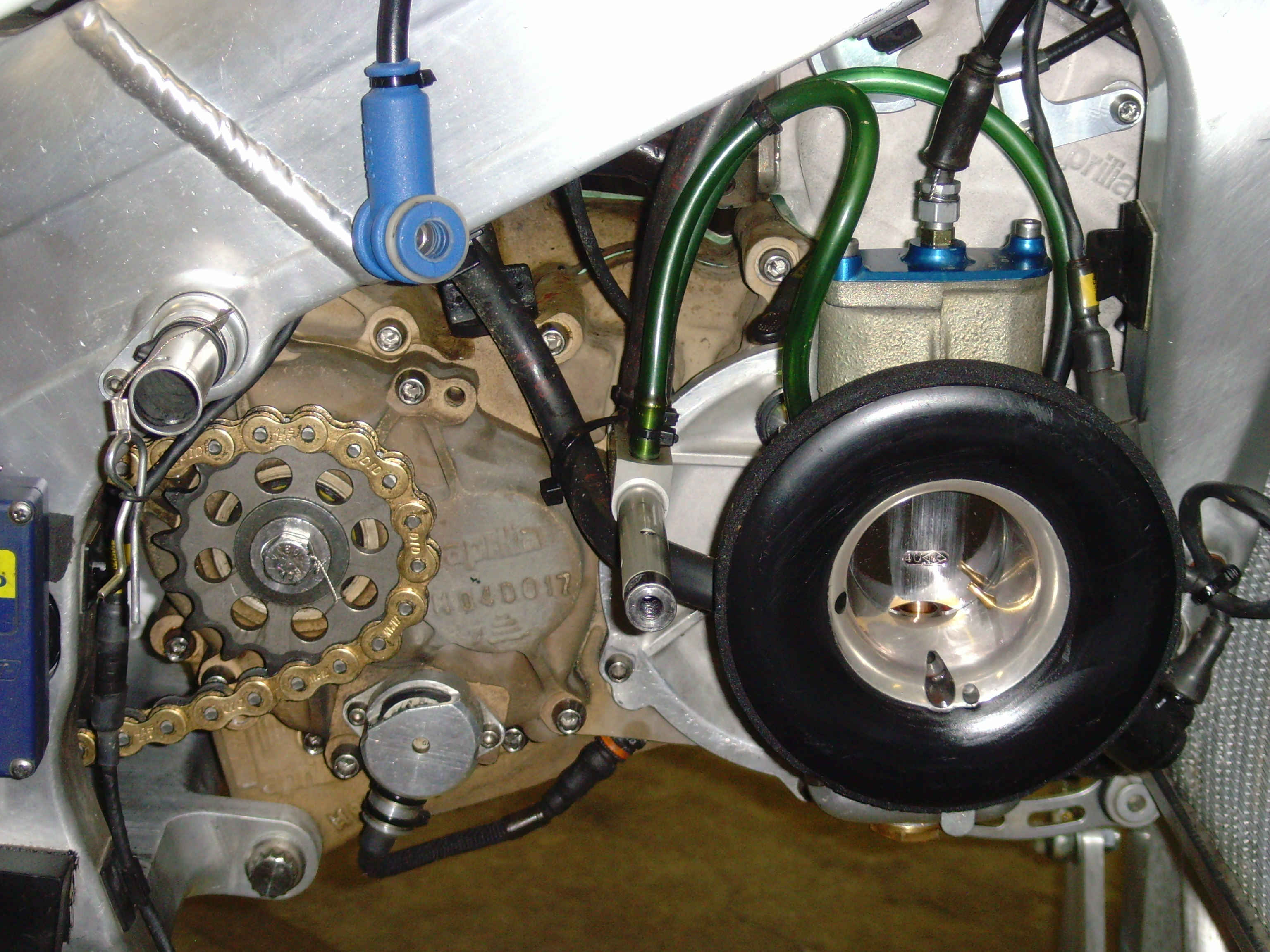
Motore dell'Aprilia RS 125 R, con un primo piano del carburatore e della valvola rotante classica

Il sistema di ammissione a disco rotante (anche detto con valvola a disco rotante) è un tipo di alimentazione e distribuzione per il motore a due tempi. Tra i diversi sistemi d'ammissione risulta essere il più adatto per le competizioni.

## Storia
L'ideazione dei motori a due tempi con distribuzione a disco rotante si fa risalire al 1906, quando fu concepita dal tecnico francese Gérard. Tuttavia gli storici sono concordi nel ritenere che sia rimasta teorica e non abbia avuto all'epoca una sperimentazione pratica.
Per alcuni decenni si è ritenuto che la primogenitura del sistema a disco rotante fosse dovuta all'ingegnere tedesco Walter Kaaden che l'aveva realizzata negli anni cinquanta per la MZ 125 GP e poi sviluppata per le altre moto da competizione della MZ, ma le successive ricerche degli storiografi la attribuiscono all'ingegnere italiano Adalberto Garelli.
Infatti, durante una ricerca documentale negli archivi Garelli, eseguita nei primi anni novanta allo scopo di compilare una monografia sull'azienda milanese, vennero reperiti alcuni libretti di uso e manutenzione dell'apparato "Garelli Aviocompressore SS", costruito dal 1928 al 1944, che fu la prima realizzazione di un motore a due tempi con distribuzione a valvola rotante. Tali propulsori vennero anche adattati all'uso motociclistico su alcuni prototipi di motoleggera realizzati dalla SIAI-Marchetti nel 1946 e non giunti alla fase produttiva. L'innovazione tecnica di Garelli non fu comunicata alla stampa, in quanto il Ministero dell'aeronautica pose da subito il segreto militare sull'apparato, con divieto di diffonderne le caratteristiche tecniche.

## Descrizione

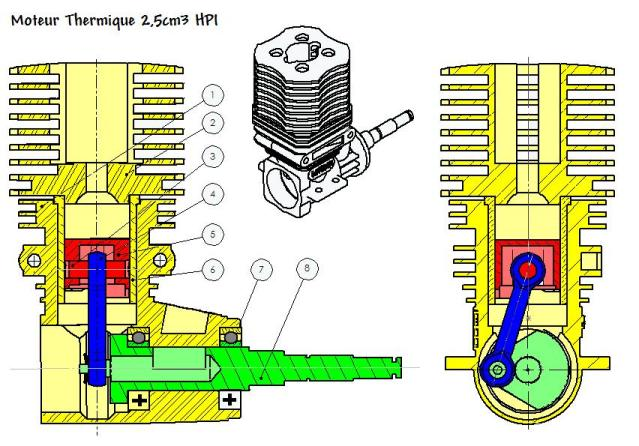
Motore di un modellino con immissione a manicotto rotante

La miscela aria/benzina viene immessa nel carter-pompa tramite una valvola che ruota a una velocità pari o ridotta della metà rispetto all'albero motore che aziona tale valvola, la quale determina l'apertura della luce per l'aspirazione della miscela fresca di aria/benzina.
Questa valvola, disponibile in diverse versioni e varianti, è un organo meccanico controllato direttamente dall'albero motore, che ne permette un comportamento costante.

### Classiche
La valvola è un disco di metallo munito di una finestra che permette l'apertura della luce d'aspirazione. Può essere costituita anche dal solo albero motore nei modelli più semplici ed economici, dove l'apertura dipende dal profilo delle spalle dell'albero motore o dall'albero motore stesso (soluzione dei micromotori da modellismo). Essendo più lavorate, permettono l'apertura della luce d'aspirazione, ma sono meno efficienti sotto il profilo della tenuta.

### Accorgimenti
Nel 1981 la Cagiva 2C2 utilizza una nuova versione del disco rotante, che a differenza dei modelli tradizionali è posizionata posteriormente al cilindro (esattamente come nel sistema lamellare), comandato da un sistema di distribuzione a cinghia
Nel 1998, nelle competizioni go-kart, utilizza un sistema simile a quello della 2C2, dove la miscela fresca entra direttamente tra le due spalle dell'albero motore permettendo di migliorare la tenuta della valvola stessa e riducendo gli svantaggi di tale sistema., utilizzato sui motori SV21 e SV31
Nel 2006 alle competizioni del motomondiale si utilizza una valvola a disco comandata da una coppia conica, che irrigidisce ulteriormente la trasmissione (Aprilia RSA 125); nel 2008 viene adottata anche nel modello della classe 250
Per quanto riguarda i sistemi a manicotto, quindi con ammissione tramite l'asse dell'albero motore, si sviluppa la versione denominata "alimentazione a turbogirante" ("ATG"), che sfrutta l'effetto centrifugo generato dalla girante chiusa ricavata sull'albero motore per aumentare la quantità di miscela fresca aspirata.

## Svantaggi
La carburazione con questo tipo di valvola è molto difficoltosa da mettere a punto e molto più delicata rispetto a un sistema lamellare, perché ha una permeabilità ai bassi regimi più ridotta rispetto al lamellare, ma più efficace ai regimi elevati. Questo implica avere un arco di utilizzazione più ristretto. Un'altra caratteristica di questa valvola è nell'erogazione più violenta rispetto ad altri sistemi.
Inoltre, con i sistemi classici a valvola laterale si ha un diverso riempimento del carter ai due lati, il che porta anche a una diversa immissione della miscela fresca nel cilindro con una fluidinamica non perfetta.

## Vantaggi
Questo sistema è uno tra i preferiti nelle competizioni, perché rispetto agli altri garantisce una potenza maggiore e una più facile definizione della fasatura d'aspirazione in modo da avere il migliore riempimento del carter pompa, il che rende la progettazione più semplice. Sostanzialmente permette di avere un diagramma di aspirazione asimmetrico.
Un'altra caratteristica è che può richiedere cilindri con meno travasi (senza i travasi posteriori), migliorando la rigidità strutturale del cilindro, senza che ciò influisca negativamente sull'aspirazione di miscela aria/benzina.
Chiaramente la minore perdita di carico rispetto ai motori lamellari (non vi è resistenza al passaggio) favorisce l'allungo di tali motori ed attenua il tipico fenomeno dei 2T a lamelle (il fastidioso effetto "limitatore di giri") causato dalla frequenza propria di risonanza delle stesse.
Un altro vantaggio è la possibilità di usare carburatori con diametri maggiori rispetto ad un comune lamellare: un classico esempio è il motore dell'Aprilia 125 da gara che utilizza un carburatore Dell'orto da 42 mm di diametro.